# Laurel Hill (Florida)
Laurel Hill ist eine Stadt im Okaloosa County im US-Bundesstaat Florida. Das U.S. Census Bureau hat bei der Volkszählung 2020 eine Einwohnerzahl von 584 ermittelt. 

## Geographie
Laurel Hill liegt rund 25 km nordöstlich von Crestview sowie etwa 100 km nordöstlich von Pensacola.

## Demographische Daten
Laut der Volkszählung 2010 verteilten sich die damaligen 537 Einwohner auf 261 Haushalte. Die Bevölkerungsdichte lag bei 66,3 Einw./km². 82,1 % der Bevölkerung bezeichneten sich als Weiße, 16,0 % als Afroamerikaner und 0,7 % als Asian Americans. 0,2 % gaben die Angehörigkeit zu einer anderen Ethnie und 0,9 % zu mehreren Ethnien an. 0,6 % der Bevölkerung bestand aus Hispanics oder Latinos.
Im Jahr 2010 lebten in 31,8 % aller Haushalte Kinder unter 18 Jahren sowie 26,9 % aller Haushalte Personen mit mindestens 65 Jahren. 63,7 % der Haushalte waren Familienhaushalte (bestehend aus verheirateten Paaren mit oder ohne Nachkommen bzw. einem Elternteil mit Nachkomme). Die durchschnittliche Größe eines Haushalts lag bei 2,41 Personen und die durchschnittliche Familiengröße bei 3,07 Personen.
26,8 % der Bevölkerung waren jünger als 20 Jahre, 20,1 % waren 20 bis 39 Jahre alt, 30,2 % waren 40 bis 59 Jahre alt und 22,7 % waren mindestens 60 Jahre alt. Das mittlere Alter betrug 42 Jahre. 48,6 % der Bevölkerung waren männlich und 51,4 % weiblich.
Das durchschnittliche Jahreseinkommen lag bei 45.781 $, dabei lebten 20,8 % der Bevölkerung unter der Armutsgrenze.
Im Jahr 2000 war Englisch die Muttersprache von 96,30 % der Bevölkerung und spanisch sprachen 3,70 %.

## Verkehr
Laurel Hill wird von der Florida State Road 85 durchquert. Der nächste Flughafen ist der Pensacola International Airport (rund 100 km südwestlich).